# Wapen van IJsland
Het wapen van IJsland (IJslands: Skjaldarmerki Íslands) bestaat uit een kruis van zilver op een blauw schild. Het zilveren kruis herbergt ook nog een vuurrood kruis.
De schildhouders zijn de vier beschermheiligen van IJsland (landvættir), staande op een blok van lava. De stier is de beschermer van het zuidwestelijk deel van IJsland, de arend beschermd het noordwesten, de draak het noordoosten en de reus is het zuidoosten. Er was in het verleden een groot respect voor de beschermheiligen van IJsland, zozeer zelfs dat men in de Vikingtijd in de nabijheid van IJsland geen enge beelden mocht laten zien (drakenhoofden aan de boeg van het schip).

## Geschiedenis
IJsland heeft in het verleden een aantal wapens gehad. Het eerstgenoemde wapen was een schild met zes blauwe strepen en zes zilveren strepen, uit de tijd van het IJslandse Vikingrijk. De tweede is uit de tijd van Gissur Thorvaldsson (1258), gegeven door koning Haakon IV van Noorwegen.
Rond 1500 kreeg IJsland een wapen met een gekroonde stokvis op een rood schild. Op 3 oktober 1903 werd het wapen veranderd in een witte valk op een blauw schild; dit bleef in werking totdat het volgende wapen in 12 februari 1919 in werking kwam; deze bevatte ook de figuren van het huidige wapen. De valk was nog steeds een onderdeel totdat in 1948 het huidige wapen aangenomen werd, vier jaar nadat IJsland een republiek is geworden.

Eerste wapen
Gissur Porvaldsson
1600-1814
1814-1944

Albanië · Andorra · Azerbeidzjan · België · Bosnië en Herzegovina · Bulgarije · Denemarken · Duitsland · Estland · Finland · Frankrijk · Georgië · Griekenland · Hongarije · Ierland · IJsland · Italië · Kosovo · Kroatië · Letland · Liechtenstein · Litouwen · Luxemburg · Malta · Moldavië · Monaco · Montenegro · Nederland · Noord-Macedonië · Noorwegen · Oekraïne · Oostenrijk · Polen · Portugal · Roemenië · Rusland · San Marino · Servië · Slovenië · Slowakije · Spanje · Transnistrië · Tsjechië · Turkije · Vaticaanstad · Verenigd Koninkrijk · Wit-Rusland · Zweden · Zwitserland

Afhankelijke gebieden: Åland · Faeröer · Gibraltar · Guernsey · Jersey · Man

Betwiste gebieden: Abchazië · Adzjarië